# روث ساندرز كوردز
روث ساندرز كوردز (بالإنجليزية: Ruth Sanders Cordes)‏ هي لاعب كرة مضرب ومُدرسة أمريكية، ولدت في 20 أغسطس 1890، وتوفيت في 11 فبراير 1968.